# Værebro Å
Værebro Å er en af de længste åer i Nordsjælland. Den har sit udspring i Smørmosen, sydvest for Bagsværd, i den nord-østligste del af Herlev Kommune, hvor i øvrigt også Kagsåen udspringer. Men hvor Kagså løber mod syd ud i Køge Bugt, løber Værebro Å vestpå til sit udløb i Roskilde Fjord.
På sit første stykke er den blot et vandløb, der efter Smørmosen også løber igennem Fedtmosen og parcelhuskvartererne i Bagsværd, Hareskovby og det nordligste Herlev Kommune. Herefter løber den et godt stykke gennem Hareskoven indtil den tilsyneladende når Søndersø. På dette stykke hedder den også Tibberup Å.
Kort før udløbet i Søndersø, efter vandværket, fortsatte åen indtil for få år siden i rør under den nu nedlagte Flyvestation Værløse, men er nu atter blotlagt. Sydvest for den gamle sydvagt i byområdet Jonstrup fortsætter åen under navnet Jonstrup Å. Herfra løber den langs flyvestationens sydgrænse, forbi Måløv Renseanlæg ind til landsbyen Knardrup lige vest for den gamle landingsbane. I dette område løber en del andre vandløb til, og vandløbet har herfra status af en å, nu under navnet Værebro Å.
Åen løber herfra sydpå under Frederikssundsvej og Frederikssundbanen inden den endelig fortsætter vestpå gennem landlige omgivelser til sit udløb i Roskilde Fjord lige nord for byen Jyllinge. På dette stykke danner åen grænse mellem Roskilde Kommune og Egedal Kommune, og således også mellem Region Sjælland og Region Hovedstaden.
I 1133 blev der udkæmpet et slag ved åen mellem Erik Emune og kong Niels som sidstnævnte vandt.

## Navn
Nord for Smør- og Fedtmosen ved åens udspring ligger den moderne bebyggelse Værebroparken og vejen Værebrovej. Området benævnes derfor ofte "Værebro". Mange i området øst for Flyvestation Værløse tror derfor at åen har navn efter dette område, men det er faktisk vejen og området, der har navn efter åen. Åen har sit navn, Værebro Å, efter broen Værebro hvor åen løber under en anden Værebrovej – den meget gamle Værebrovej i Jyllinge. Her ligger Værebro Møllegård. Man ved med sikkerhed at der i lang tid har gået en vej her, da man har fundet rester her af en bro helt tilbage til år 735, altså før Vikingetiden knap var begyndt.

## Betydning
Under alle omstændigheder har åen fra Roskilde Fjord og indtil Knardrup været af stor betydning i tidligere tider. Der har i Middelalderen ligget en del møller langs med åen, og før det har den været sejlbar med mindre fartøjer. I dag er den fortsat sejlbar med kano fra Frederikssundsvej til fjorden. I varmere perioder hvor vandstanden i fjorden har været højere, har den haft karakter af en egentlig flod eller lang fjordarm. Dette har som minimum været tilfældet i Atlantisk tid, men muligvis også i andre perioder.
Jyllinge var i lange perioder en vigtig havneby, og også Knardrup har tidligere været af langt større betydning, bl.a. har man i nærheden udgravet Knardrup Kloster.

## Forløb
- Fra Smørmosen til Flyvestation Værløse: ca. 7km. Der er sti langs med åen på det meste af strækningen, men ikke på hele strækningen. Det første stykke går gennem Smør- og Fedt-mosen. Herefter går åen gennem parcelhusområderne i Værebro og Hareskovby. Derefter går åen et stykke gennem selve Hareskoven. Både Smør- og Fedt-mosen, og Hareskoven er vigtige rekreative områder med omfattende stisystemer.
- Fra Flyvestation Værløse til Frederikssundsvej: ca. 7km. Der er kun sti langs de første ca. 1,5 km. På de sidste 3 km kan man gå på brinken.
- Fra Frederikssundsvej til Blæsenborgvej: ca. 7km. Her er det vanskeligt at gå langs med åen, omend det er muligt at gå på brinken (med lodsejers tilladelse), men det er både muligt og tilladt at sejle på strækningen, f.eks. i kano.
- Fra Blæsenborgvej til Frederiksborgvej, Rute 6: ca. 4 km. Her er det muligt at gå langs åen på brinken og man kan sejle på strækningen.
- Fra Frederiksborgvej til Roskilde Fjord: ca. 4km. På den første kilometer indtil Værebrovej er det ikke muligt at gå langs med åen, men derefter kan man - enten på brinken eller ad stier. Også på dette stykke kan man sejle og på de sidste 3 km ser man en del både og små havne. Syd for åen på strækningen mellem Værebrovej og Roskilde Fjord ligger et stort område med sommerhuse der er udvidet til helårsbeboelse. Dette område er meget lavtliggende og blev stærkt oversvømmet under Stormen Bodil i December 2013.

## Fredning
Et areal på 609 hektar enge, marker og moser, i Roskilde- og Egedal Kommune blev fredet i 2014. Formålet er at give bedre adgang til ådalen, hvilket der ikke været mange muligheder for, men et andet formål er at sikre imod yderligere udbygning og tilplantning, der ødelægger udsigterne over landskabet. I forbindelse med fredningen bliver der anlagt 11 km stier, i tillæg til de ca. 6 km der er i forvejen. 